# Gare de Lioubotyn
La gare de Lioubotyn (ukrainien :Люботин (станція)) est une gare ferroviaire située en Ukraine.

## Service des voyageurs

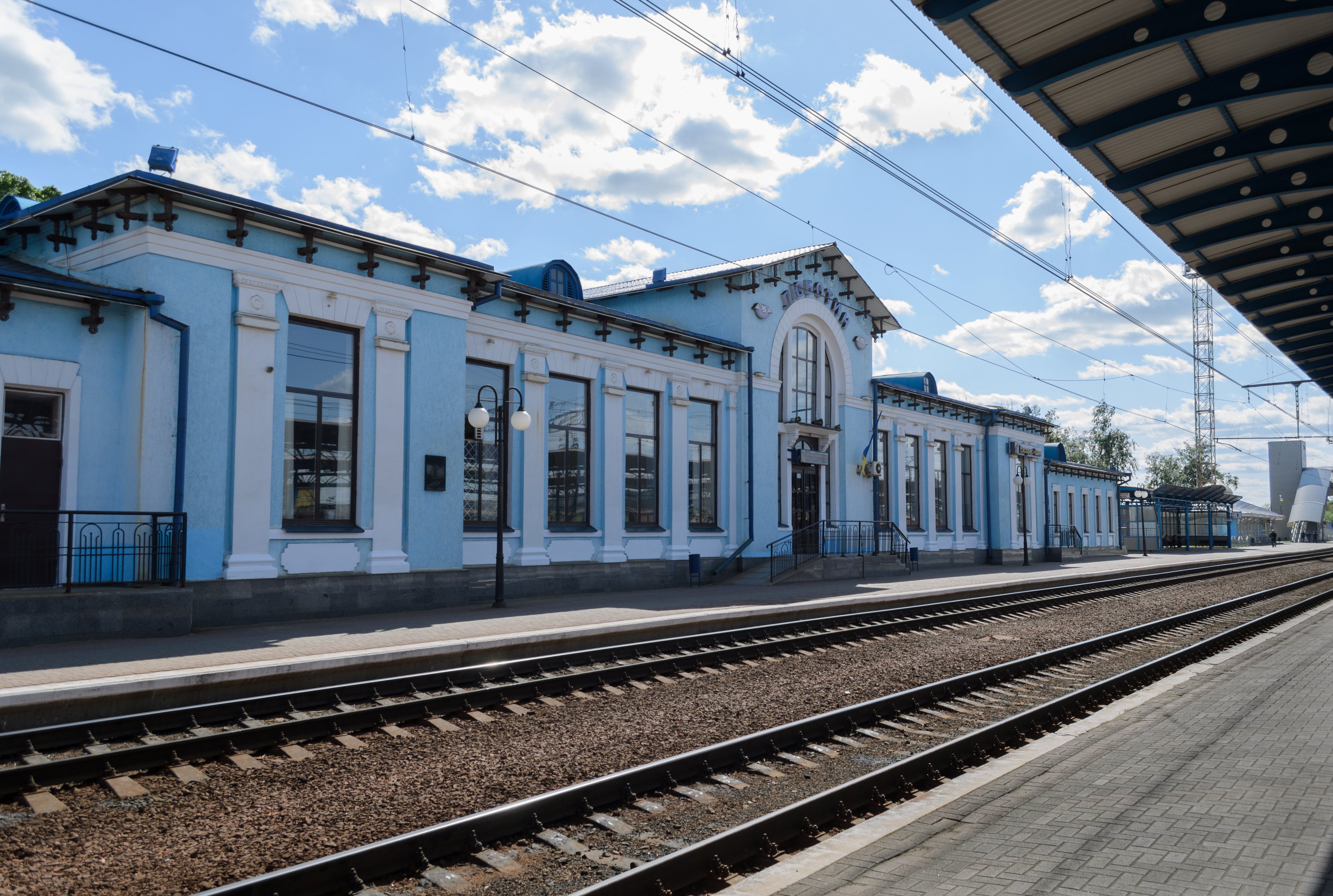
Façade sur quai.